# Neodrassex
Neodrassex Ott, 2012 è un genere di ragni appartenente alla famiglia Gnaphosidae.

## Caratteristiche
Sono esemplari di piccole dimensioni e di colorazione pallida. Gli ocelli frontali sono circondati da pigmentazione nera e i maschi sono privi di scutum addominale. I cheliceri sono provvisti di 2-3 denti sul margine anteriore e 2-4 su quello posteriore.

## Distribuzione
Le 5 specie note di questo genere sono state reperite in Brasile.

## Tassonomia
Non sono stati esaminati esemplari di questo genere dal 2013.
Attualmente, a novembre 2015, si compone di 5 specie:
- Neodrassex aureus Ott, 2012[3] — Brasile
- Neodrassex cachimbo Ott, 2013 — Brasile
- Neodrassex ibirapuita Ott, 2013 — Brasile
- Neodrassex iguatemi Ott, 2012 — Brasile
- Neodrassex nordeste Ott, 2013 — Brasile